# Obština Stražica
Obština Stražica (bulharsky Община Стражица) je bulharská jednotka územní samosprávy ve Velikotărnovské oblasti. Leží ve středním Bulharsku v Předbalkánu. Správním střediskem je město Stražica, kromě něj zahrnuje obština 21 vesnic. Žije zde přibližně 13 tisíc obyvatel.

## Sídla
- Asenovo
- Balkanci
- Blagoevo
- Brjagovica
- Carski Izvor
- Gorski Senovec
- Kamen
- Kavlak
- Kesarevo
- Ljubenci
- Lozen
- Mirovo
- Nikolaevo
- Nova Vărbovka
- Novo Gradište
- Stražica[p 1] (sídlo správy)
- Sušica
- Temenuga
- Vinograd
- Vladislav
- Vodno
- Železarci

## Sousední obštiny
| Růžice kompasu | Polski Trămbeš    | Bjala            |          | Růžice kompasu |
| Růžice kompasu | Gorna Orjachovica | Sever            | Popovo   | Růžice kompasu |
| Růžice kompasu | Gorna Orjachovica | Obština Stražica | Popovo   | Růžice kompasu |
| Růžice kompasu | Gorna Orjachovica | Jih              | Popovo   | Růžice kompasu |
| Růžice kompasu | Ljaskovec         | Zlatarica        | Antonovo | Růžice kompasu |

## Obyvatelstvo
V obštině žije 13 545 obyvatel a je zde trvale hlášeno 13 834 obyvatel. Podle sčítání 7. září 2021 bylo národnostní složení následující:
- Bulhaři: 7 386 (77.4 %)
- Turci: 1 294 (13.6 %)
- Romové: 715 (7.5 %)
- ostatní: 144 (1.5 %)

V období 2011 až 2021 v obštině ubylo 1 377 obyvatel.